# Korupcija
Korupcija (iz latinsko corruptus – pokvarjen) v pravnem smislu pomeni zlorabo zaupanega položaja v izvršilni, zakonodajni in sodni veji oblasti ter v političnih in celo neekonomskih organizacijah z namenom pridobiti si materialno ali nematerialno korist, ki ni pravno utemeljena.
Korupcija je vsaka kršitev dolžnega ravnanja z namenom pridobiti korist zase ali za drugega. Pri vseh ravnanjih, ki jih dojemamo kot korupcijo, je bistven koruptivni namen. O takšnem namenu govorimo, ko je korist obljubljena ali dana z namenom, da bi vzpodbudila ali nagradila kršitev dolžnega ravnanja oziroma, ko je korist sprejeta za poplačilo dolžnega ravnanja. Kršitev je lahko storitev (ko nekdo stori nekaj, česar ne bi smel) ali pa opustitev (ko nekdo ne stori nečesa, kar bi moral), korist pa premoženjska ali nepremoženjska (vrsta, oblika, vsebina niso pomembne), obljubljena, ponujena ali že dana oziroma pričakovana, zahtevana ali že sprejeta.

## Definicije korupcije v svetu
V svetu obstaja veliko različnih pojmovanj korupcije, ena bolj znanih je definicija Sveta Evrope, ki korupcijo definira kot "katerokoli dejavnost oseb, ki jim je zaupana odgovornost v javnem ali zasebnem sektorju, s katero kršijo svoje dolžnosti, ki izhajajo iz statusa javnih uslužbencev, uslužbencev v zasebnem sektorju, neodvisnih agencij in drugih razmerij te vrste in je usmerjena v pridobivanje kakršnihkoli nezasluženih koristi zase in za druge".

## Definicija korupcije v Sloveniji
V slovenskem prostoru se je do nedavnega pod pojmom korupcije razumelo korupcijska kazniva dejanja (neupravičeno sprejemanje in dajanje daril, sprejemanje in dajanje daril za nezakonito posredovanje, jemanje in dajanje podkupnine, sprejemanje podkupnine pri volitvah ter nekoliko manj znano kaznivo dejanje kršitve proste odločitve volivcev), vendar pa je korupcijo potrebno razumeti tudi nekoliko širše. Novo in trenutno uporabljano definicijo korupcije je prinesel Zakon o preprečevanju korupcije, vsebuje pa jo tudi sedaj veljavni Zakon o integriteti in preprečevanju korupcije, ki korupcijo definira kot vsako kršitev dolžnega ravnanja uradnih oziroma odgovornih oseb v javnem ali zasebnem sektorju, kot tudi ravnanje oseb, ki so pobudniki kršitev ali oseb, ki se lahko s kršitvijo okoristijo, zaradi neposredno ali posredno obljubljene, ponujene ali dane oziroma zahtevane, sprejete ali pričakovane koristi zase ali za drugega.

## Posledice korupcije
Pojav korupcije v družbi negativno vpliva na socialne, zakonodajne, politične in ekonomske vidike družbenega razvoja. Spodkopava javno zaupanje v državne institucije in vladavino prava, zmanjšuje integriteto družbe kot celote in pomen integritete kot družbene vrednote,  zmanjšuje proračun držav, lokalnih skupnosti, podjetij itd. v korist zasebnih interesov storilcev koruptivnega dejanja, ostale posameznike nezakonito postavlja v neenakopraven položaj oziroma jih omejuje pri uveljavljanju njihovih temeljnih pravic, povzroča neučinkovitost različnih postopkov (upravnih, sodnih, policijskih, postopkov, povezanih z javnimi naročili, zaposlovanjem ipd.), omejuje prosto konkurenco na trgu ipd. Svetovni ekonomski forum je ocenil, da stroški korupcije na svetu znašajo pribl. 2,6 milijarde $ letno.

## Komisija za preprečevanje korupcije
Slovenska KPK je samostojen in neodvisen državni organ, podobno kot Varuh človekovih pravic, Informacijski pooblaščenec ali Računsko sodišče. Čeprav je del javnega sektorja, ni podrejena in ne dobiva navodil ali usmeritev za delo s strani vlade ali državnega zbora. Pri svojem delovanju je vezana zgolj na ustavo in zakon. Komisija ni organ odkrivanja in pregona v predkazenskem ali kazenskem postopku, ima pa določena izvršilna, nadzorstvena in preiskovalna pooblastila. Samostojnost komisije je dodatno zagotovljena z načinom izbire njenega vodstva, ki ga imenuje predsednik države za dobo šestih let po predhodnem mnenju posebne izbirne komisije, v katero so vključeni predstavniki vseh treh vej oblasti in civilne družbe. Komisijo v ožjem pomenu sestavljajo trije člani - predsednik in dva namestnika - ki o vsebinskih odločitvah odločajo na sejah, v širšem pomenu pa komisija predstavlja državni organ z vodstvom, zaposlenimi v Uradu komisije, Službi za nadzor in preiskave ter Centru za integriteto in preventivo. Komisija je ustanovljena na podlagi Zakona o integriteti in preprečevanju korupcije ter Konvencije ZN proti korupciji (UNCAC), ki od držav članic priporoča ustanovitev neodvisnega organa za omejevanje korupcije.

## Pojmi, povezani s pojmom korupcije
Nezdružljivost funkcij -
prepoved opravljanja pridobitne dejavnosti oziroma dejavnosti namenjene pridobivanju dohodka ali premoženjske koristi istočasno z opravljanjem javne funkcije;
Določene javne funkcije so nezdružljive z nekaterimi poklicnimi ali drugimi dejavnostmi, v katerih javni funkcionar pridobiva dohodek, saj bi opravljanje slednjih lahko vplivalo na objektivno in nepristransko opravljanje funkcije. Med dopustnimi izjemami so pedagoška, znanstvena, raziskovalna, umetniška, kulturna, športna in publicistična dejavnost javnega funkcionarja, vodenje kmetije in upravljanje z lastnim premoženjem. V RS lahko Komisija za preprečevanje korupcije - na podlagi Zakona o integriteti in preprečevanje korupcije - izrecno dovoli poklicnemu funkcionarju opravljanje določene dejavnosti, namenjene pridobivanju dohodka, če ni možnosti, da bi opravljanje te dejavnosti lahko vplivalo na objektivno in nepristransko opravljanje funkcije, ter pod pogojem, da ne gre za pridobivanje dohodka od organa, v katerem funkcionar opravlja funkcijo.
Nasprotje interesov -
okoliščine, v katerih zasebni interes uradne osebe vpliva ali ustvarja videz, da vpliva na nepristransko in objektivno opravljanje njenih javnih nalog. Pri tem 'zasebni interes uradne osebe' pomeni premoženjsko korist za osebo, za njene družinske člane in osebe javnega ali zasebnega prava, s katerimi ima ali je imela poslovne ali politične stike.
Omejitev poslovanja -
instrument, ki prepoveduje osebi, ki je zaposlena v instituciji javnega sektorja, da bi, kadar institucija sklepa pogodbe s podjetji, ki za institucijo dobavljajo blago ali opravljajo določene storitve, pogodbo za dobavo takšnega blaga ali storitve sklenila s podjetjem, katerega lastnica ali solastnica je, ali pa je lastnik oz. solastnik njen družinski član. Omejitev poslovanja velja za primere, ko institucija javnega sektorja naroča blago, storitve, izvajanje del po postopkih o javnem naročanju ali kadar podeljuje koncesije in za druge oblike  javno-zasebnega partnerstva (absolutna prepoved poslovanja). Omejitev poslovanja pa ne velja za postopke oziroma druge načine pridobivanja sredstev, ki ne pomenijo javnega naročanja oziroma katerekoli oblike javno-zasebnega partnerstva, pod pogojem, da se pri tem dosledno spoštuje prepoved nasprotja interesov (pogojno dovoljeno poslovanje).
Protikorupcijska klavzula - klavzula, ki se vključi v pogodbo in s katero se podpisniki pogodbe zavezujejo, da s pogodbo ni obljubljena ali ponujena nedovoljena korist za sklenitev ali pridobitev posla oziroma kakršnokoli drugo dejanje, s katerim bi bila povzročena škoda pogodbeni stranki ali bi na ta način predstavnik pogodbene stranke pridobil neko nedovoljeno korist. Ta klavzula naj bi varovala javni interes tako, da je v primeru njene kršitve, torej, ko je predstavnik institucije javnega sektorja sklenil posel z določenim podjetjem samo zato, ker mu je podjetje v zameno ponudilo korist, takšna pogodba nična.
Neetično ravnanje -
ravnanje, ki je v nasprotju z moralo, vrednotami, prepričanji oziroma integriteto posameznika in organizacije.
Lobiranje -
izvajanje vplivanja, ko poskuša nek posameznik (lobist) vplivati na odločitev odločevalcev (lobirancev), ki so aktivni na področju oblikovanja in sprejema zakonodaje, in pri tem to počne nejavno in v interesu neke interesne organizacije. 
Nepotizem - 
dodeljevanje delovnih mest ali drugih uslug na podlagi sorodstvenih vezi.
Klientelizem -
neformalno razmerje med ljudmi različnih gospodarskih in družbenih statusov, ki vključuje izmenjavanje neenakovrednih uslug, ki imajo za posledico oškodovanje nekoga oziroma zagotovitev večje koristi za enega od udeležencev v tem razmerju. 
Transparentno delovanje -
pregledno, razvidno, javno oziroma neskrito delovanje nekega organa, organizacije, pravne ali fizične osebe.